# Gyerekszimfónia zenekarra és játékokra
A G-dúr Gyerekszimfónia zenekarra és játékokra 1785 körül keletkezett. Karácsony környékén igen népszerű zenemű, és nagy valószínűséggel Leopold Mozart a szerzője.

## A mű szerzője
A szerző kiléte egyes kutatók szerint vitatott. A szimfóniát sokáig Joseph Haydnnak tulajdonították. Mások azt mondják, hogy Haydn Leopold Mozarttól megvásárolta a Gyerekszimfóniának egy másolatát és Eszterházán (Fertőd) karácsonykor előadta a hercegi zenekarral (Haydn udvari karmester volt az Eszterházy családnál) ami, főleg a gyerekek tetszését nyerte el .
1930-ban a kutatók kételkedni kezdtek abban, hogy a történet igaz-e, egyes kutatók szerint pedig egy osztrák bencés szerzetes, Edmund Angerer műve, aki az akkori divatot követve számos hasonló, gyermekhangszereket felvonultató zenedarabot komponált. Angerertől tényleg származik egy kézirat, amin le van írva a Gyerekszimfónia partitúra formájában, csak Angerer nem G-dúrban hanem C-dúrban és hét tétellel írta le. Az ő műve egy variáció lehet az eredeti műre, valószínűleg nem ő a Gyerekszimfónia eredeti szerzője. A művet tulajdonították még Wolfgang Amadeus Mozart, Michael Haydn és Johann Rainprechter (Leopold Mozart tanitványa) szerzeményének is. A valódi szerző egészen biztosan[forrás?] Leopold Mozart, akinek a Zenés szánkózás című divertimentója nagyon hasonló a Gyerekszimfónia stílusához.
Leopold Mozart zenei tevékenységére kevesebb figyelmet fordítanak a fiáéhoz képest, de G-dúr Gyerekszimfónia zenekarra és játékokra című műve továbbra is népszerű.

## Tételek
1. Allegro
2. Menuetto
3. Finale: Presto

## Hangszerelés
A szimfónia vonósokra, 2 oboára, 2 kürtre és gyermekhangszerekre (kereplő, játéktrombita, gyermekdob, triangulum, madárhangokat utánzó eszközök) lett írva.